# FC Blau-Weiß Linz
Der FC Blau-Weiß Linz ist ein österreichischer Fußballverein aus Linz. Er ist ab der Saison 2023/24 in der Bundesliga, der höchsten Spielklasse des Landes, vertreten.

## Geschichte
Am 21. Mai 1997 kam es zu einer hitzig diskutierten und bis heute umstrittenen formellen Fusion des FC Linz mit dem LASK  zum „LASK Linz“. In Folge übernahm der LASK einige Spieler des FC Linz. Diese Fusion kam einer de facto Auslöschung des FC Linz gleich.
Am 2. Juli 1997 gründeten Hermann Schellmann, Wilhelm Rebernik und Willibald Katschthaler den FC Blau-Weiß Linz als Nachfolgeverein des FC Linz und des SV Austria Tabak Linz, der sich zu diesem Zeitpunkt aus dem Spielbetrieb zurückzog. Der Verein übernahm das Donauparkstadion als Heimspielstätte von Austria Tabak. Sein erstes Meisterschaftsspiel unter diesem Namen absolvierten die Blau-Weißen in der Saison 1997/98 in der 1. Oberösterreichischen Landesliga am 19. August 1997 gegen den ASKÖ Donau Linz und gewann mit 2:1. Nach drei Jahren in der vierthöchsten österreichischen Spielklasse gelang mit einem finalen 4:2-Sieg bei der Union St. Florian der Meistertitel und gleichzeitig der Aufstieg in die drittklassige Regionalliga Mitte, in der der Verein ab der Saison 2000/01 sieben Spielzeiten verbrachte. In der Saison 2002/03 konnte dort abermals der Meistertitel errungen werden. Das erste Relegationsspiel um den Aufstieg in die zweithöchste österreichische Spielklasse wurde auswärts in Villach gegen BSV Bad Bleiberg mit 2:0 gewonnen, das Rückspiel im Linzer Stadion vor 8000 Zusehern ging aber nach einer 2:1-Pausenführung noch mit 2:4 verloren. Auf Grund der Auswärtstorregel verblieb der FC Blau-Weiß Linz somit in der Regionalliga Mitte.
Nach dem verpassten Aufstieg folgte ein steter sportlicher Niedergang. Spielten die Linzer in der Folgesaison 2003/04 noch lange vorne mit, war man 2005 und 2006 bereits im Abstiegskampf verwickelt. Diese Entwicklung gipfelte in der Saison 2006/07, als die Linzer zum zehnjährigen Vereinsjubiläum die Liga nach unten verlassen mussten. Man schaffte jedoch den sofortigen Wiederaufstieg und somit war der Klub ab der Saison 2008/09 wieder zurück in der Regionalliga Mitte. In der Saison 2010/11 schafften sie hinter den nicht aufstiegsberechtigten LASK Juniors den Vizemeistertitel in der Regionalliga Mitte und somit die Qualifikation für die Relegationsspiele gegen die WSG Wattens. Nach einer 0:1-Heimniederlage siegte man auswärts mit 1:0 und sicherten sich mit einem 4:3-Sieg im Elfmeterschießen den Aufstieg in die Erste Liga. Die darauffolgende Saison im Profifußball wurde auf dem sechsten Platz abgeschlossen.
Die folgende Saison 2012/13 verlief wesentlich weniger erfreulich, die Linzer errangen die wenigsten Punkte aller Erstligisten. Da der FC Lustenau aber keine Lizenz für die Saison 2013/14 erhielt, wurden die Vorarlberger auf den letzten Platz zurückgereiht, und Blau-Weiß Linz erhielt die Chance, in Relegationsspielen gegen SC-ESV Parndorf 1919, den Meister der Regionalliga Ost, die Klasse zu wahren. Die Linzer verloren das Auswärtsspiel in Parndorf mit 1:2 und das Heimspiel mit 0:1 und mussten daher den bitteren Gang in die Regionalliga Mitte antreten. Damit war erstmals seit Gründung der Bundesliga im Jahr 1974 die Stadt Linz weder in der ersten noch in der zweiten Leistungsklasse vertreten. In der Saison 2015/16 wurde Blau-Weiß Linz Meister der Regionalliga Mitte und stieg erneut in die Erste Liga auf.
Am 30. Juni 2017 trat der Präsident Hermann Schellmann zurück und übergab die Vereinsführung an den Vizepräsidenten Walter Niedermayr. Der neue Präsident versuchte, mit der Agenda 2027 und einem großen Team den Verein in die Bundesliga zu führen. Aufgrund einer Autoimmunerkrankung musste er aus gesundheitlichen Gründen das Amt des Präsidenten am 30. November 2018 zurücklegen. Seine Agenden als Präsident wurden interimistisch auf sämtliche Vorstandsmitglieder aufgeteilt, bis die Nachfolge geregelt war.
In der Saison 2022/23 gelang dem Verein am letzten Spieltag der Aufstieg in die Bundesliga. Die Heimspiele trägt Blau-Weiß fortan im neugebauten Hofmann Personal Stadion aus.

## Erfolge
- Oberösterreichischer Landesmeister: 2000, 2008
- Meister der Regionalliga Mitte: 2003, 2016
- Aufstiege in die Erste Liga: 2011, 2016
- Meister der 2. Liga: 2021, 2023

## Saisonen
| Saison                                              | Liga                     | Platzierung | ÖFB-Cup            | Anmerkung                                    |
| --------------------------------------------------- | ------------------------ | ----------- | ------------------ | -------------------------------------------- |
| 1997/98                                             | Landesliga OÖ (IV)       | 04.         | 1. Runde           |                                              |
| 1998/99                                             | Landesliga OÖ (IV)       | 04.         | Vorrunde           |                                              |
| 1999/00                                             | Landesliga OÖ (IV)       | 01.         | Vorrunde           |                                              |
| 2000/01                                             | Regionalliga Mitte (III) | 07.         | 2. Runde           |                                              |
| 2001/02                                             | Regionalliga Mitte (III) | 02.         | Vorrunde           |                                              |
| 2002/03                                             | Regionalliga Mitte (III) | 01.         | Achtelfinale       | Qualifikation für die Relegation zur 2. Liga |
| 2003/04                                             | Regionalliga Mitte (III) | 05.         | 2. Runde           |                                              |
| 2004/05                                             | Regionalliga Mitte (III) | 10.         | Achtelfinale       |                                              |
| 2005/06                                             | Regionalliga Mitte (III) | 12.         | Vorrunde           |                                              |
| 2006/07                                             | Regionalliga Mitte (III) | 14.         | 1. Runde           |                                              |
| 2007/08                                             | Landesliga OÖ (IV)       | 01.         | nicht qualifiziert |                                              |
| 2008/09                                             | Regionalliga Mitte (III) | 07.         | 1. Runde           |                                              |
| 2009/10                                             | Regionalliga Mitte (III) | 02.         | Achtelfinale       |                                              |
| 2010/11                                             | Regionalliga Mitte (III) | 02.         | Achtelfinale       | Qualifikation für die Relegation zur 2. Liga |
| 2011/12                                             | Erste Liga (II)          | 06.         | Achtelfinale       |                                              |
| 2012/13                                             | Erste Liga (II)          | 10.         | 1. Runde           | Qualifikation für die Relegation zur 2. Liga |
| 2013/14                                             | Regionalliga Mitte (III) | 06.         | 1. Runde           |                                              |
| 2014/15                                             | Regionalliga Mitte (III) | 03.         | 1. Runde           |                                              |
| 2015/16                                             | Regionalliga Mitte (III) | 01.         | 1. Runde           |                                              |
| 2016/17                                             | Erste Liga (II)          | 07.         | Achtelfinale       |                                              |
| 2017/18                                             | Erste Liga (II)          | 10.         | 2. Runde           | gemäß ÖFB-Beschluss kein Absteiger           |
| 2018/19                                             | 2. Liga (II)             | 05.         | 1. Runde           |                                              |
| 2019/20                                             | 2. Liga (II)             | 10.         | 2. Runde           |                                              |
| 2020/21                                             | 2. Liga (II)             | 01.         | Achtelfinale       | nicht um Bundesliga-Lizenz angesucht         |
| 2021/22                                             | 2. Liga (II)             | 03.         | Achtelfinale       |                                              |
| 2022/23                                             | 2. Liga (II)             | 01.         | Achtelfinale       |                                              |
| 2023/24                                             | 1. Liga (I)              | 9.          | Achtelfinale       |                                              |
| 2024/25                                             | 1. Liga (I)              | 6.          | Achtelfinale       |                                              |
| grün unterlegt: Aufstiege – rot unterlegt: Abstiege |                          |             |                    |                                              |

## Kampfmannschaft

### Trainerteam
Stand: 24. Juli 2025
| Funktion       | Name               | Geburtsdatum | Nationalität | beim Verein seit | letzter Verein     |
| -------------- | ------------------ | ------------ | ------------ | ---------------- | ------------------ |
| Trainer        | Mitja Mörec        | 21.02.1983   | Slowenien    | 07/2025          | Floridsdorfer AC   |
| Co-Trainer     | Daniel Rozsa       | 27.05.1992   | Osterreich   | 01/2024          | LASK               |
| Co-Trainer     | Andreas Gahleitner | 30.03.1982   | Osterreich   | 07/2022          | Österreich U-21    |
| Co-Trainer     | Matthias Luginger  | 19.08.1990   | Deutschland  | 07/2025          | SpVgg Unterhaching |
| Tormanntrainer | Christoph Eglseer  | 04.03.1981   | Osterreich   | 07/2024          | SKN St. Pölten     |

### Aktueller Kader
Stand: 14. August 2025
| Rücken- nummer | Name                 | Geburtsdatum | Nationalität | beim Verein seit | letzter Verein                 |
| Torhüter       | Torhüter             | Torhüter     | Torhüter     | Torhüter         | Torhüter                       |
| -------------- | -------------------- | ------------ | ------------ | ---------------- | ------------------------------ |
| 01             | Viktor Baier         | 16.01.2005   | Tschechien   | 07/2025          | Viktoria Pilsen (Leihe)        |
| 13             | Valentin Oelz        | 24.04.2005   | Osterreich   | 07/2025          | FC Liefering                   |
| 24             | Thomas Turner        | 03.03.1998   | Osterreich   | 01/2025          | SKN St. Pölten                 |
| 31             | Kevin Radulovic      | 27.06.2002   | Osterreich   | 07/2022          | FC Wels                        |
| Verteidigung   |                      |              |              |                  |                                |
| 02             | Fabio Varesi-Strauss | 06.08.1994   | Osterreich   | 08/2020          | FC Admira Wacker Mödling       |
| 04             | Elias Bakatukanda    | 13.04.2004   | Deutschland  | 01/2025          | 1. FC Köln (Leihe)             |
| 15             | Manuel Maranda       | 09.07.1997   | Osterreich   | 07/2021          | SKN St. Pölten                 |
| 16             | Martin Moormann      | 30.04.2001   | Osterreich   | 07/2024          | SK Rapid Wien                  |
| 17             | Alem Pašić           | 23.08.1997   | Osterreich   | 07/2023          | SK Vorwärts Steyr              |
| 22             | Marcel Schantl       | 17.08.2000   | Osterreich   | 07/2023          | TSV Hartberg                   |
| 32             | Matthias Wetschka    | 08.02.2005   | Osterreich   | 07/2025          | vereinslos (zuvor 1. FC Düren) |
| Mittelfeld     |                      |              |              |                  |                                |
| 08             | Oliver Wähling       | 06.09.1999   | Deutschland  | 07/2024          | VfL Osnabrück                  |
| 11             | João Luiz            | 16.02.1999   | Brasilien    | 01/2024          | Schwarz-Weiß Bregenz           |
| 14             | Christopher Cvetko   | 02.04.1997   | Osterreich   | 07/2025          | SK Austria Klagenfurt          |
| 19             | Alexander Briedl     | 21.04.2002   | Osterreich   | 07/2022          | SV Horn                        |
| 21             | Felix Gerstmayer     | 24.05.2004   | Osterreich   | 07/2025          | SV Grün-Weiß Micheldorf        |
| 28             | Anderson             | 03.01.1998   | Brasilien    | 07/2024          | SC Austria Lustenau            |
| 60             | Simon Pirkl          | 03.04.1997   | Osterreich   | 07/2021          | SV Horn                        |
| Angriff        |                      |              |              |                  |                                |
| 07             | Jakob Knollmüller    | 26.07.2003   | Osterreich   | 07/2025          | SV Lafnitz                     |
| 09             | Ronivaldo            | 24.03.1989   | Osterreich   | 07/2022          | FC Wacker Innsbruck            |
| 10             | Paul Mensah          | 13.10.1999   | Ghana        | 01/2022          | FC Botoșani                    |
| 20             | Simon Seidl          | 04.09.2002   | Osterreich   | 07/2022          | SV Kuchl                       |
| 25             | Muharem Huskovic     | 05.03.2003   | Osterreich   | 07/2025          | FK Austria Wien (Leihe)        |
| 27             | Thomas Goiginger     | 15.03.1993   | Osterreich   | 07/2024          | VfL Osnabrück                  |
| 30             | Nico Maier           | 02.07.2000   | Schweiz      | 07/2025          | FC Wil                         |

### Transfers
Stand: 14. August 2025
| Zugänge: | Abgänge: |
| Sommer 2025 | Sommer 2025 |
| --- | --- |
| - Viktor Baier (Viktoria Pilsen, Leihe) - Christopher Cvetko (SK Austria Klagenfurt) - Felix Gerstmayer (SV Grün-Weiß Micheldorf) - Muharem Huskovic (FK Austria Wien, Leihe) - Jakob Knollmüller (SV Lafnitz) - Nico Maier (FC Wil) - Valentin Oelz (FC Liefering) - Matthias Wetschka (vereinslos) - Stefan Feiertag (1. FC Saarbrücken, Leih-Ende) | - Bernd Aineter (SV Lafnitz) - Lucas Dantas (First Vienna FC) - Stefan Feiertag (Wieczysta Krakau) - Julian Gölles (TSV Hartberg) - Lukas Ibertsberger (SC Austria Lustenau) - Danilo Mitrović (FK Radnički 1923 Kragujevac) - Conor Noß (MSV Duisburg) - Alexander Schmidt (Admira Wacker) - Lukas Tursch (ASKÖ Oedt) - Andreas Lukse (Karriereende) - Kristijan Dobras (vereinslos) - Mehmet Ibrahimi (vereinslos) - Soumaïla Diabaté (FC Red Bull Salzburg, Leih-Ende) - Radek Vítek (Manchester United, Leih-Ende) |

## Trainerhistorie
- Hans König (1997–1998)
- Adam Kensy (1998–2003)
- Gerald Perzy (2003)
- Günter Zeller (2003–2004)
- Hans-Dieter Mirnegg (2004–2005)
- Gerald Perzy (2005)
- Adolf Blutsch (2005–2007)
- Samir Hasanovic (2007)
- Erwin Spiegel (2007–2008)
- Gerald Perzy (2008)
- Adam Kensy (2008–2011)
- Gerald Perzy (2011)
- Thomas Weissenböck (2011–2012)
- Gerald Perzy (2012)
- Edmund Stöhr (2012–2013)
- Yahya Genc/Marcel Ketelaer (2013–2014)
- Wilhelm Wahlmüller (2014–2016)
- David Wimleitner (2016)
- Klaus Schmidt (2016–2017)
- Günther Gorenzel (2017)
- David Wimleitner (2017)
- Thomas Sageder (2017–2019)
- Ernő Doma (2019)
- Goran Djuricin (2019)
- Ronald Brunmayr (2020–2021)
- Gerald Scheiblehner (2021–2025)
- Mitja Mörec (2025 - )

## Management
- Christoph Peschek – Geschäftsführung
- Christoph Schösswendter – Sportdirektor

## Spielstätten

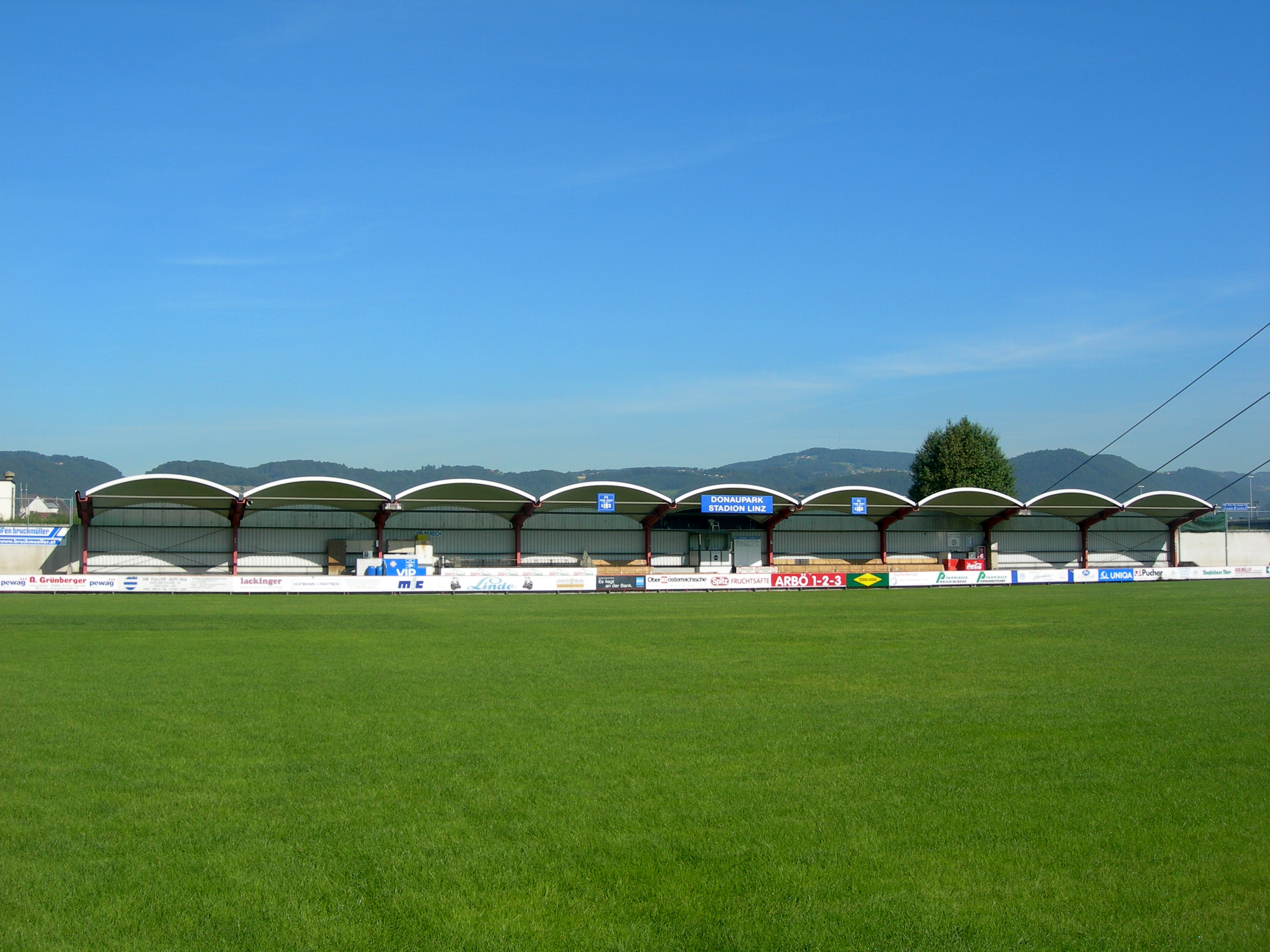
Tribüne im alten Donauparkstadion

Ab der Saison 2011/12 spielte der Verein im Linzer Stadion. Es bot in der dieser Konfiguration 20.104 Zuschauern Platz, womit es Oberösterreichs größtes Stadion war. Genutzt wurde es teilweise auch vom Lokalrivalen LASK Linz. Früher war es bereits die Heimstätte des Vorgängervereins des FC Blau-Weiß Linz, dem FC Linz, gewesen.
Vor dem Aufstieg in die Erste Liga in der Saison 2010/11 spielte der Klub im Donauparkstadion (ursprünglich Tabak-Sportplatz, am 1. August 1997 offiziell umbenannt). Dieses befand sich zwischen Voest- und Eisenbahnbrücke, direkt an der Donau. Ab der Saison 2012/13 trainierte die Kampfmannschaft am Kunstrasen des Linzer Stadions, das Donauparkstadion wurde als Trainingsgelände für die Amateurmannschaft sowie für Testspiele genutzt. Es fasste 2000 Zuschauer, davon 400 auf Sitzplätzen.
Während anfangs bis zu 2000 Zuschauer die Spiele der Linzer besucht hatten, pendelte sich mit der Zeit der Zuspruch auf niedrigerem Niveau ein. Trotzdem zählte der FC Blau-Weiß Linz zu den Publikumsmagneten der Regionalliga Mitte; zu den Auswärtsspielen wurden die Linzer oft von hunderten Fans begleitet.
Vom Frühjahr 2021 bis Juni 2022 spielte der Verein übergangsweise auf der sanierten Verbandsanlage des OÖFV mit 2500 Plätzen.

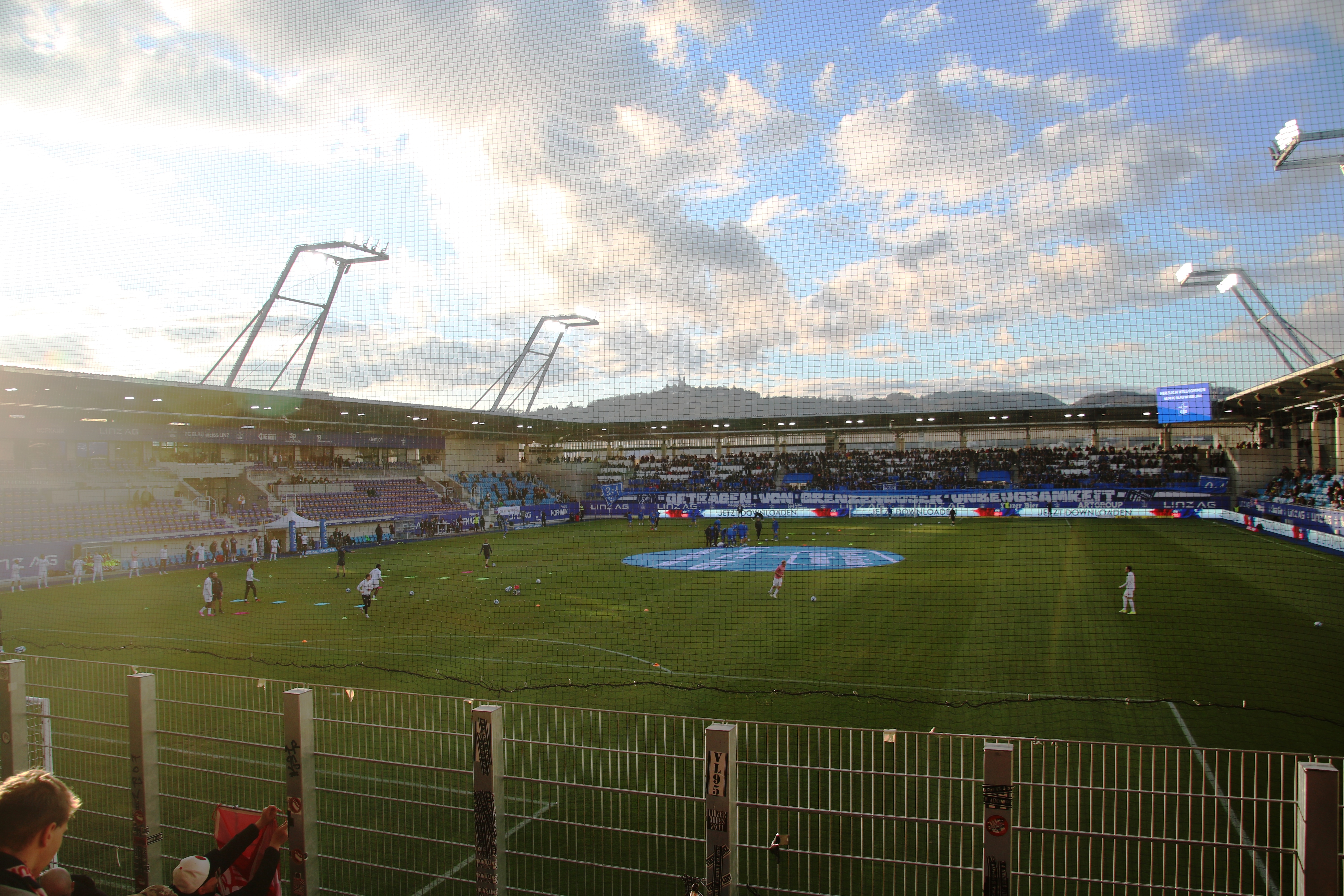
Hofmann Personal Stadion

Am 5. Juli 2023 bezog der Klub das Hofmann Personal Stadion, das sich auf dem Boden des inzwischen abgerissenen Donauparkstadions befindet. Es bietet 5595 Zuschauern Platz.

## Agenda 2027
Die Agenda 2027 war ein Zehnjahresplan des Vereins.
Am 14. Februar 2017 präsentierte der FC Blau-Weiß Linz in der Linzer Tabakfabrik seine Agenda 2027. Die Tabakfabrik, als symbolischer Ort der Wurzeln des Vereins, die in der Stahlindustrie und dem SV Austria Tabak liegen, sollte bewusst zum Schauplatz des geplanten Umbruches werden. Der damalige Präsident, Hermann Schellmann, legte daraufhin alle seine Ämter bei FC Blau Weiß nieder und übergab sie an das neue Vorstandsteam.

### Inhalt der Agenda
Bis 2027 sollten die Profis in die höchste österreichische Spielklasse aufsteigen, die Amateure in dieser Zeitspanne bis in die Oberösterreich-Liga aufsteigen. Auch dem Nachwuchs wollte man besonderes Augenmerk schenken und die Nachwuchsarbeit verstärken. Man wollte die „Nummer eins hinter den Akademien“ werden. Dabei wollte man den jungen Spielern jedoch Zeit für ihre Entwicklung auf und außerhalb des Rasens geben.
Mittel- und langfristig sollte geschäftsmäßig das Budget verdoppelt werden, 1000 Mitglieder werben und 10 % des Budgets für den Nachwuchs aufwenden. Es wurde auch angemerkt, dass die Ziele der Agenda auch bei einem eventuellen Abstieg ohne Abstriche verfolgt werden. Man war ebenfalls der Meinung, dass wirtschaftlich in Linz genügend Potenzial vorhanden sei, um daraus Profit zu schlagen. Das Dreieck aus Verein, Kultur und Wirtschaft sollte vermehrt gefestigt werden.

## Fans

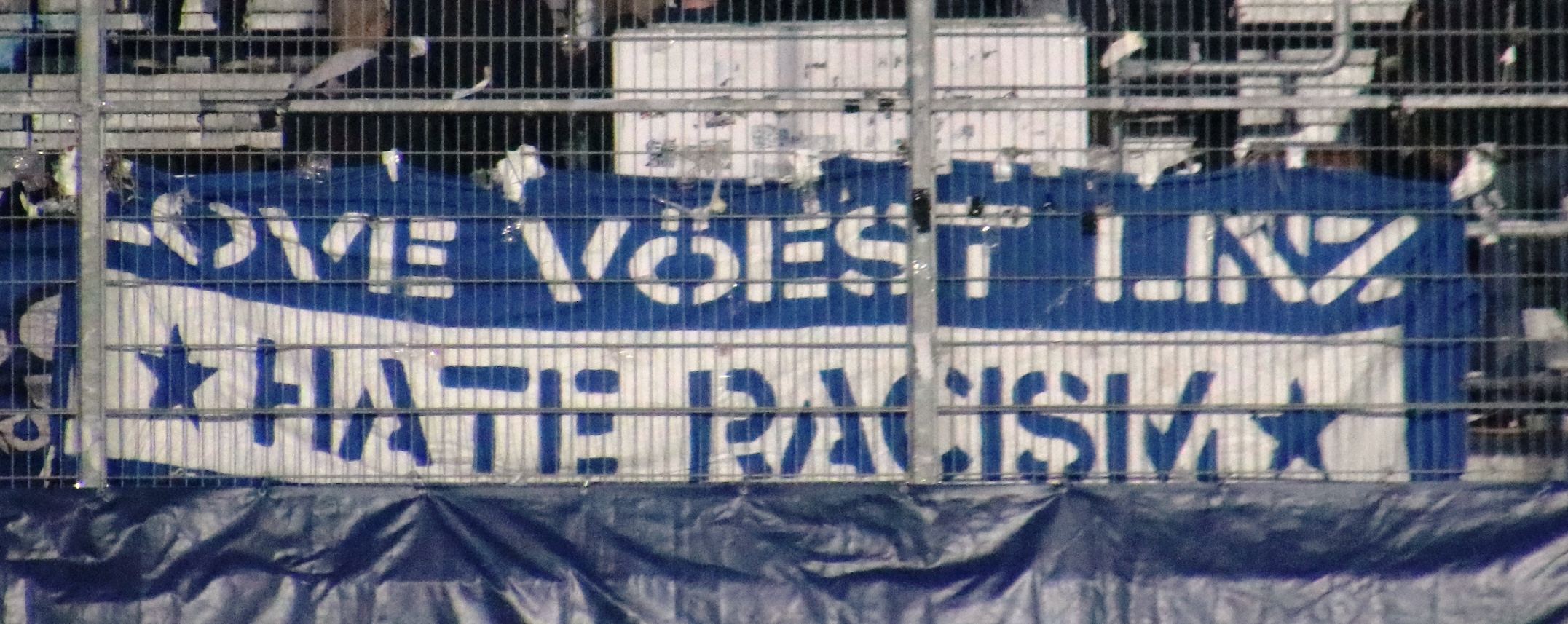

Bekannte Fanclubs des Vereins sind die 1991 gegründete Linzer Stahlfront, die 1999 gegründeten Linzer Pyromanen, die 2003 gegründeten Linzer Blauhelme, die 2020 gegründete Banda Azura, die Szene Gut Aus, Blau Weiß Royal oder der 2010 gegründete Salon Blauweiß Linz. Als Überorganisation für die Anhänger existiert das Stahlstadt-Kollektiv, das eine Plattform für jeden Fan der Königsblauen darstellt und unter anderem zu einer besseren Kommunikation zwischen den einzelnen Fangruppierungen beitragen soll. Seit 2013 existiert die junge Gruppierung namens „Chaos Jugend Linz“. Weitere Fanclubs sind die Blau Weisse Urtypen (seit 2004), die Stahlstadtkinder (seit 2003) und die ARGE ToR! („Arbeitsgemeinschaft Tribüne ohne Rassismus!“, seit 2008).
Kein Fanclub im klassischen Sinn ist die Tribüne Ost. Deren Besucher – meist über 30-Jährige – zählen zu alteingesessensten des Klubs. Aus deren Umfeld stammen auch die Macher des seit 1991 mehr oder weniger regelmäßig erscheinenden Fanzines „Stahlexpress“. Daneben gibt es BlauCrowd FM, einem Internetradiosender, in dem, neben Musik, Livegäste rund um den Verein zu hören sind.
Die Fans des Klubs pflegen seit Anfang der neunziger Jahre eine Fanfreundschaft mit den Stuttgarter Kickers. Auch durch intensivierten Kontakt der Linzer Blauhelme besteht inzwischen auch eine Freundschaft mit den Fans des SSV Jahn Regensburg, die auch mit den Stuttgartern befreundet sind.

## Rivalität mit dem LASK
Die größte Rivalität pflegt der FC Blau-Weiß, aufgrund der lokalen Nähe, mit dem ebenfalls stadtansässigen LASK. Dieses Lokalduell der beiden Mannschaften genießt auch im Linzer Umland eine starke Popularität.
Das erste Aufeinandertreffen der beiden Kampfmannschaften in einem Pflichtspiel erfolgte in der ersten Runde des ÖFB-Cups 2002/03. In diesem Match schlug der FC Blau Weiß den LASK überraschend mit 3:1. Daraufhin gab es eine lange Zeit keine Pflichtspiele mehr gegeneinander, bis man 2011/12 nach dem Aufstieg des FC Blau-Weiß zum ersten Mal gemeinsam in der Ersten Liga spielte. 2013/14 erfolgte eine gemeinsame Saison in der Regionalliga Mitte, in der der LASK beide Spiele gewinnen konnte. Bis zum Aufstieg des LASK in die oberste österreichische Spielklasse erfolgte ein weiteres gemeinsames Jahr in der Ersten Liga 2016/17.

## Frauen
Durch eine Spielgemeinschaft mit der Union Kleinmünchen Linz ist der FC Blau-Weiß Linz auch in der Frauen-Bundesliga vertreten.